# Caldwell County (Missouri)
Caldwell County is een county in de Amerikaanse staat Missouri.
De county heeft een landoppervlakte van 1.112 km² en telt 8.969 inwoners (volkstelling 2000). De hoofdplaats is Kingston.